# Cupania mollis
Cupania mollis är en kinesträdsväxtart som beskrevs av Standley. Cupania mollis ingår i släktet Cupania och familjen kinesträdsväxter. Inga underarter finns listade i Catalogue of Life.